# Józefa Szczurek-Żelazko
Józefa Szczurek-Żelazko z domu Poręba (ur. 14 marca 1961 w Nowym Sączu) – polska pielęgniarka, menedżer zdrowia, polityk i działaczka samorządowa. Posłanka na Sejm VIII, IX i X kadencji, w latach 2017–2020 sekretarz stanu w Ministerstwie Zdrowia.

## Życiorys
Absolwentka Liceum Medycznego w Nowym Sączu, ukończyła następnie Wydział Pielęgniarstwa Akademii Medycznej w Lublinie. Pracowała jako pielęgniarka, była również nauczycielką w Zespole Szkół Medycznych. Pełniła funkcję dyrektora wydziału zdrowia i polityki społecznej w starostwie powiatu nowosądeckiego. W 2001 została dyrektorem zakładu opieki zdrowotnej w Brzesku.
W 2010 i w 2014 z ramienia Prawa i Sprawiedliwości była wybierana na radną sejmiku małopolskiego.
W wyborach w 2015 kandydowała do Sejmu w okręgu tarnowskim. Została wybrana na posłankę VIII kadencji, otrzymując 15 635 głosów. W lutym 2017 powołana na sekretarza stanu w resorcie zdrowia. W wyborach w 2019 z powodzeniem ubiegała się o poselską reelekcję, uzyskując 25 323 głosy. W listopadzie 2020 zrezygnowała ze stanowiska sekretarza stanu w Ministerstwie Zdrowia. W wyborach w 2023 po raz trzeci z rzędu uzyskała mandat poselski (z wynikiem 26 231 głosów).

## Życie prywatne
Jest mężatką, ma czwórkę dzieci.

## Odznaczenia i wyróżnienia
W 2016 otrzymała Złoty Krzyż Zasługi. W 2019 wyróżniona Złotym Krzyżem za zasługi dla NSZZP woj. małopolskiego.